# Selección de balonmano de Baréin
La Selección de balonmano de Baréin es el combinado nacional que representa a Baréin y es controlado por la Federación de Balonmano del mismo país. Aunque solo hayan tenido dos participaciones en los mundiales, cabe destacar que han jugado 14 campeonatos de Asia llegando a ser subcampeones en 2010, 2014 y en 2016.

## Resultados[3]

### Campeonato Mundial
| Año  | Ronda                  | Posición               | PJ                     | G                      | E                      | P                      |
| ---- | ---------------------- | ---------------------- | ---------------------- | ---------------------- | ---------------------- | ---------------------- |
| 2011 | Ronda Preliminar       | 23                     | 7                      | 0                      | 2                      | 5                      |
| 2013 | No clasificó           | No clasificó           | No clasificó           | No clasificó           | No clasificó           | No clasificó           |
| 2015 | Clasificado. Abandonó. | Clasificado. Abandonó. | Clasificado. Abandonó. | Clasificado. Abandonó. | Clasificado. Abandonó. | Clasificado. Abandonó. |
| 2017 | Ronda Preliminar       | 23                     | 5                      | 0                      | 0                      | 5                      |
| 2019 | Ronda Preliminar       | 20                     | 5                      | 1                      | 0                      | 4                      |
| 2021 | Segunda fase           | 21                     | 6                      | 1                      | 0                      | 5                      |
| 2023 | Clasificado            |                        |                        |                        |                        |                        |

### Campeonato de Asia
| Año  | Ronda                 | Posición | notas                      |
| ---- | --------------------- | -------- | -------------------------- |
| 1977 | ronda preliminar      | 6        |                            |
| 1983 | Partido por el bronce | 4        |                            |
| 1987 | ronda preliminar      | 5        |                            |
| 1991 | ronda preliminar      | 5        |                            |
| 1993 | ronda preliminar      | 6        |                            |
| 1995 | Partido por el bronce | 3ª       |                            |
| 2002 | -                     | -        | Retirado de la competencia |
| 2004 | Partido por el bronce | 4        |                            |
| 2006 | ronda preliminar      | 6        |                            |
| 2008 | -                     | -        | Retirado de la competencia |
| 2010 | Final                 | 2ª       |                            |
| 2012 | ronda preliminar      | 6        |                            |
| 2014 | Final                 | 2ª       |                            |
| 2016 | Final                 | 2ª       |                            |
| 2018 | Final                 | 2ª       |                            |
| 2020 | Partido por el bronce | 4        |                            |
| 2022 | Final                 | 2ª       |                            |
| 2024 | Partido por el bronce | 3ª       |                            |

### Juegos Olímpicos
- 1936 - No participó
- 1972 - No participó
- 1976 - No participó
- 1980 - No participó
- 1984 - No participó
- 1988 - No participó
- 1992 - No participó
- 1996 - No participó
- 2000 - No participó
- 2004 - No participó
- 2008 - No participó
- 2012 - No participó
- 2016 - No participó
- 2020 - 8.ª plaza.
- 2024 - No participó

## Plantilla actual
Convocados para los Juegos Olímpicos de Tokio 2020.
DT: Aron Krist Jansson.
| N.º | Nombre             | Fecha de nacimiento (edad)         | Altura (m) | Peso (kg) | Partidos | Goles | Club         |
| --- | ------------------ | ---------------------------------- | ---------- | --------- | -------- | ----- | ------------ |
| 1   | Husain Mahfoodh    | 29 de junio de 2001 (20 años)      | 1,45       | 75        | 51       | 5     | Al-Ahli      |
| 3   | Ali Eid            | 18 de enero de 1991 (30 años)      | 1,75       | 72        | 69       | 125   | Al-Najma     |
| 8   | Hasan Ali          | 18 de junio de 1998 (23 años)      | 1,65       | 75        | 30       | 75    | Al-Tadhmun   |
| 9   | Hasan Al-Samahiji  | 22 de febrero de 1991 (30 años)    | 1,50       | 70        | 95       | 253   | Al-Ahli      |
| 15  | Mohamed Abdulredha | 27 de septiembre de 1989 (31 años) | 1,65       | 80        | 64       | 92    | Al-Ahli      |
| 18  | Ahmed Fadhul       | 31 de enero de 1998 (23 años)      | 1,45       | 66        | 74       | 137   | Al-Shabab    |
| 19  | Mohamed Ali        | 17 de abril de 1987 (34 años)      | 1,65       | 75        | 89       | 15    | Al-Najma     |
| 21  | Mohamed Ali        | 12 de agosto de 1989 (31 años)     | 1,75       | 85        | 259      | 15    | Al-Najma     |
| 27  | Bilal Askani       | 7 de abril de 1991 (30 años)       | 1,65       | 75        | 450      | 110   | Al-Najma     |
| 50  | Ahmed Al-Maqabi    | 26 de octubre de 1994 (26 años)    | 1,45       | 70        | 78       | 150   | Al-Qadsia SC |
| 66  | Komail Mahfoodh    | 28 de abril de 1992 (29 años)      | 1,80       | 88        | 74       | 137   | Al-Najma     |
| 77  | Ali Merza Ali      | 7 de julio de 1988 (33 años)       | 1,80       | 80        | 159      | 433   | Al-Najma     |
| 89  | Mahdi Habib        | 15 de marzo de 1989 (32 años)      | 1,65       | 68        | 129      | 275   | Al-Najma     |
| 93  | Mohamed Ahmed      | 20 de julio de 1993 (27 años)      | 1,61       | 71        | 300      | 650   | Mudhar       |
| 95  | Mohamed Mohamed    | 7 de febrero de 2001 (20 años)     | 1,60       | 65        | 65       | 158   | Al-Najma     |
| 99  | Husain Alsayyad    | 14 de enero de 1988 (33 años)      | 1,60       | 67        | 482      | 120   | Al-Najma     |